# Drum Drept

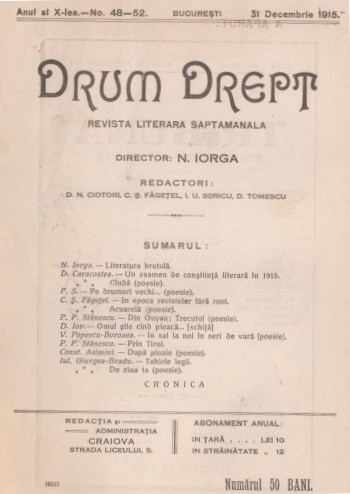
Coperta revistei Drum Drept, nr. 48-52, datată 31 decembrie 1915

Drum Drept a fost o revistă cu apariție săptămânală care a apărut în ianuarie 1913 la Vălenii de Munte. În 1915 a fuzionat cu revista „Ramuri” iar redacția s-a mutat la Craiova. În revistă au fost publicate cercetari literare ale lui Nicolae Iorga (fondatorul revistei), Nicolae Cartojan, Paul Papadopol, P. Cancel și alții.